# Adalbert I de Ivrea
Adalbert I (d. 17 iulie 923 sau 8 octombrie 924), membru al familiei Anscarizilor a fost margraf de Ivrea de la 902.

## Biografie
Adalbert era fiul margrafului Anscar de Ivrea, la a cărui moarte i-a preluat succesiunea în Marca de Ivrea. El s-a răsculat împotriva socrului său, regele Berengar I al Italiei în 905, venind în sprijinul lui Ludovic al III-lea "cel Orb". Atunci când Ludovic a fost înfrânt, capturat și orbit, Adalbert a fost exilat în Burgundia, de unde familia sa își avea originile. Mai târziu, el a revenit și s-a răsculat din nou, de această dată alături de arhiepiscopul Lambert de Milano, pentru a-l susține pe un alt rival la tronul Italiei, Rudolf al II-lea de Burgundia. Inițial eșuând, el și cu Rudolf l-au înfrânt împreună pe Berengar în bătălia de la Firenzuola din 29 iulie 923.
A fost căsătorit prima dată, înainte de 900, cu Gisela de Friuli, o fiică a lui Berengar I de Italia cu Bertila de Spoleto. Împreună, ei au avut doi copii:
- Berengar, care i-a fost succesor
- Bertha, abatesă de Modena

În jur de 915, s-a recăsătorit cu Ermengarda de Toscana, fiica margrafului Adalbert al II-lea de Toscana cu Bertha, fiica lui Lothar al II-lea. Din această căsătorie, a rezultat un fiu, Anscar, devenit ulterior duce de Spoleto.